# Niente di serio
Niente di serio è un album dei Diaframma pubblicato il 17 gennaio 2012.

## Tracce
1. Vivo così – 2:59
2. Entropia – 4:56
3. Absurdo Metalvox – 3:00
4. Madre Superiora – 5:23
5. La botta di energia del rock – 3:36
6. Niente di serio – 3:19
7. Nilsson – 3:11
8. Tempesta nel mio cuore – 3:37
9. Carta carbone – 4:22
10. Grande come l'oceano – 6:08
11. Anime morte – 3:56
12. Un orologio rotto – 3:05

## Formazione
- Federico Fiumani - voce, chitarra
- Luca Cantasano - basso
- Lorenzo Moretto - batteria

Altri musicisti
- Gianluca De Rubertis - tastiera, pianoforte